# 港島南町
港島南町（みなとじまみなみまち）は兵庫県神戸市中央区の町名の一つで、区の沖に浮かぶ人工島ポートアイランドの南西部を占める工業・商業地域である。一～七丁目がある。
昭和61年（1986年）から始まったポートアイランド第2期の工事によって造成された埋立地で、製造工場や大学キャンパスの他、「神戸医療産業都市」として神戸市立医療センター中央市民病院や神戸健康産業開発センター、再生・発生科学総合研究センターなどの医療・研究施設が立地しており、理化学研究所の開発したスーパーコンピュータ「富岳」も存在する。

## 地理

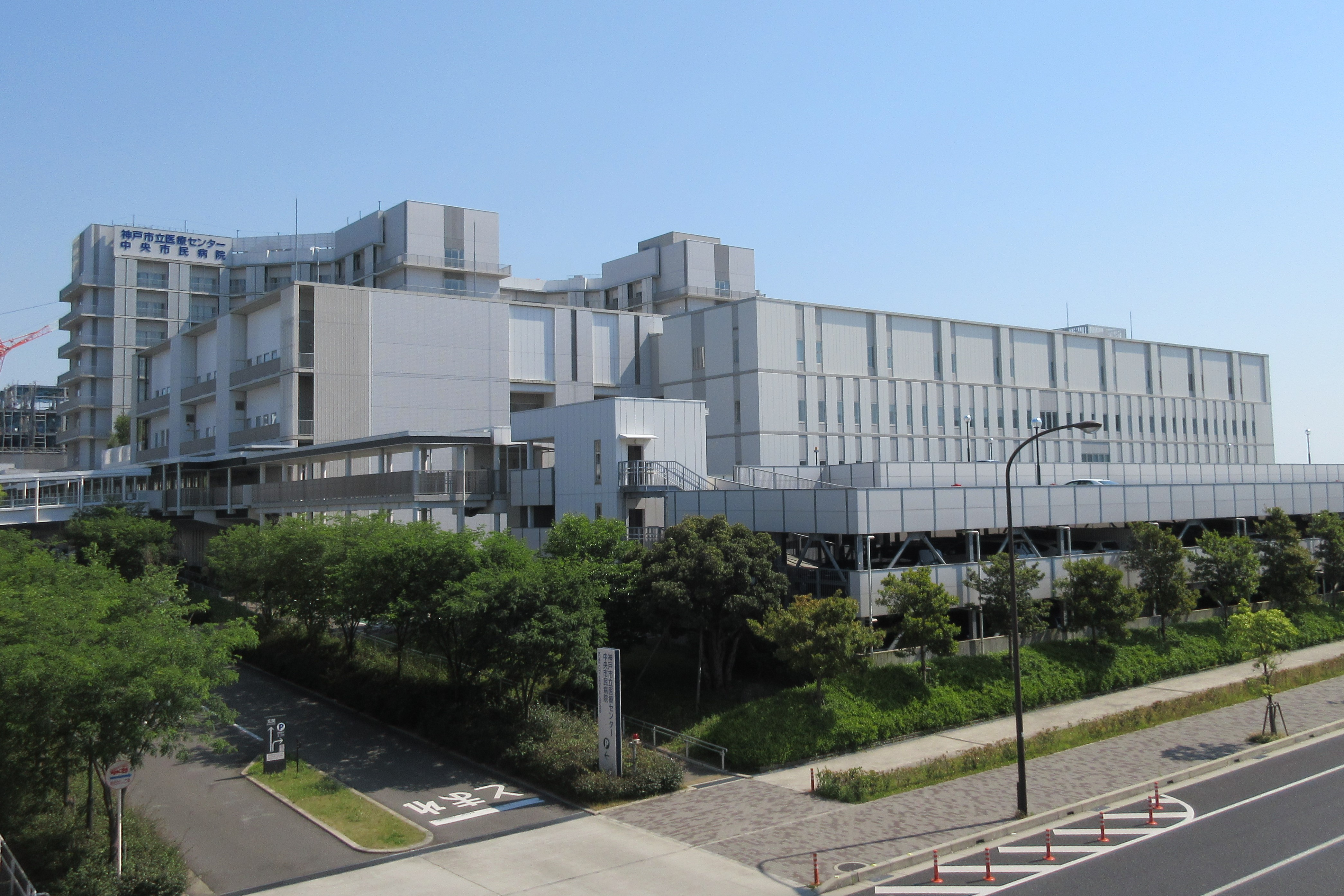
神戸市立医療センター中央市民病院

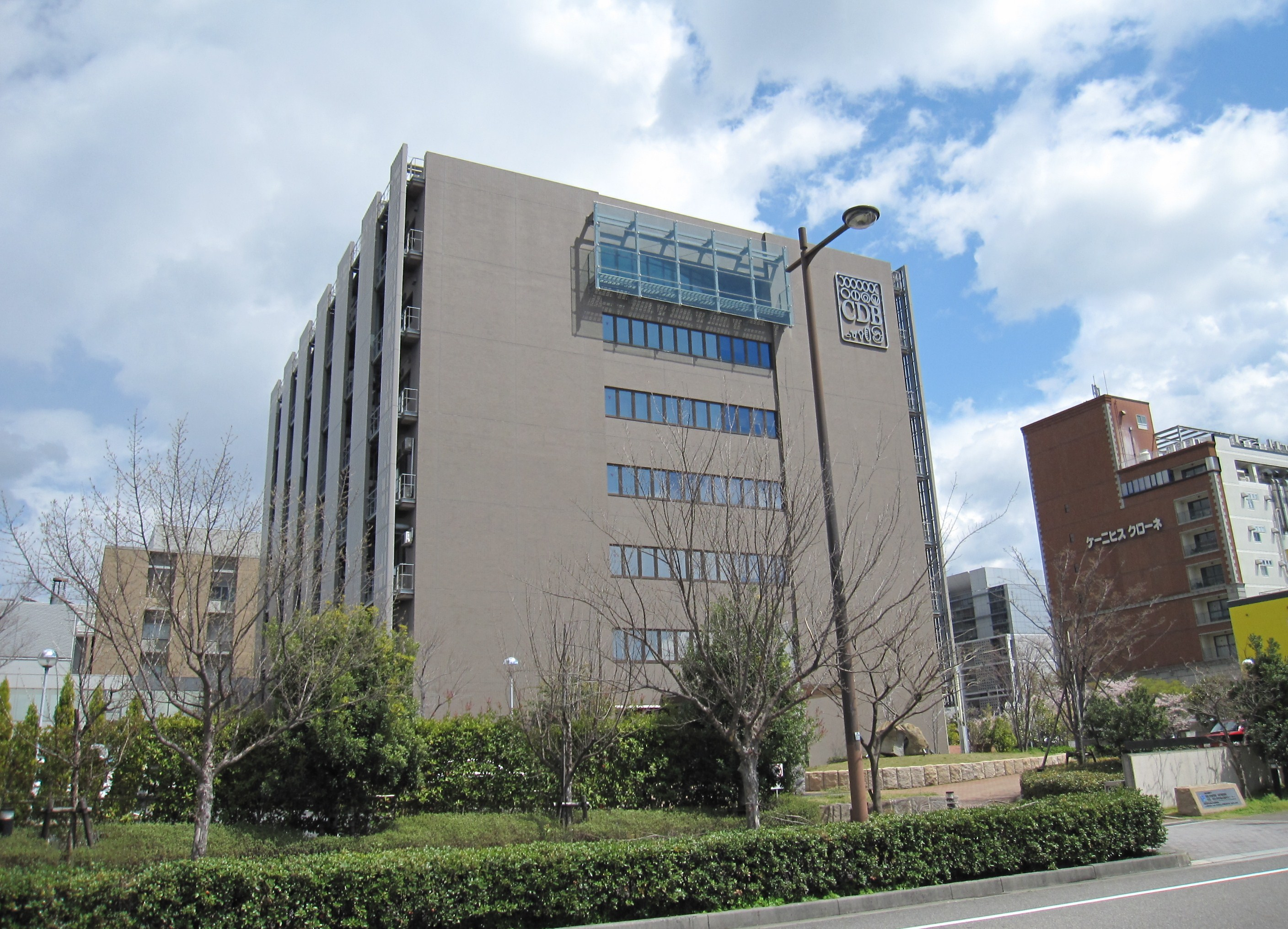
理化学研究所 発生・再生科学総合研究センター

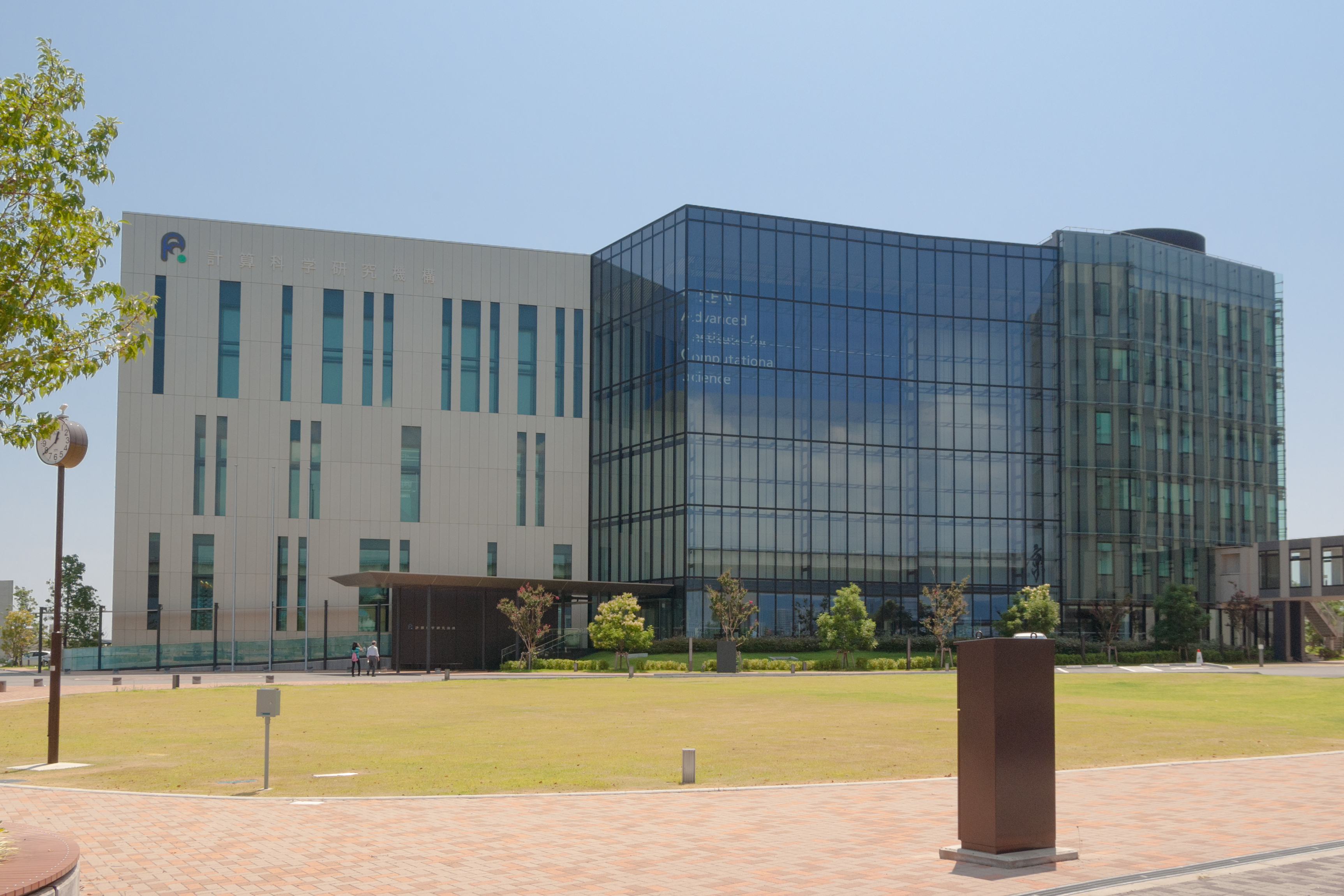
スーパーコンピュータ「富岳」を有する理化学研究所計算科学研究機構（AICS）

港島南町はポートアイランドの南側、第2期工事によって拡張された部分の西側大半にあたる。北は港島中町と、東は港島と隣接し、南と西は海に面しており、南には海を隔てて神戸空港が存在する。一～七丁目があり、北東部が一丁目、北部中央が二丁目、北西部が三丁目、中央西寄りが四丁目、中央部が五丁目、中央東寄りが六丁目、南部が七丁目である。
町内は「神戸医療産業都市」として開発が進められており、研究機関や高度専門病院群、医療関連企業・団体が集積されている。
用途地域としては工業地域・準工業地域・商業地域が存在していて、北東部（三～五丁目）が製造工場用地（工業地域・準工業地域）、北西部（一～二・六丁目）が業務ビル・研究所・商業施設等の立ち並ぶ業務施設用地（商業地域）、南部（七丁目）が研究所・大学等のある研究・文化施設用地（準工業地域）に指定されている。
ポートアイランドの各所と三宮と神戸空港とを結ぶ神戸新交通ポートアイランド線（通称：ポートライナー）の駅のうち2つが港島南町にある。
港島南町の主な施設として、一丁目には中央緑地、神戸バイオテクノロジー研究・人材育成センター／神戸大学インキュベーションセンター（BTセンター）、神戸バイオメディカル創造センター（BMA）、神戸キメックセンタービル、神戸新交通医療センター駅が、二丁目には神戸市立医療センター中央市民病院、先端医療センター、再生・発生科学総合研究センターが、五丁目には国際ビジネスセンターが、六丁目には神戸健康産業開発センター、分子イメージング科学研究センター、神戸ハイブリッドビジネスセンターが、七丁目には神戸新交通計算科学センター駅、スーパーコンピュータ「富岳」（独立行政法人理化学研究所計算科学研究機構）、甲南大学ポートアイランドキャンパス、兵庫県立大学神戸ポートアイランドキャンパス、神戸大学統合研究拠点、神戸どうぶつ王国（旧・神戸花鳥園）がある。

## 歴史

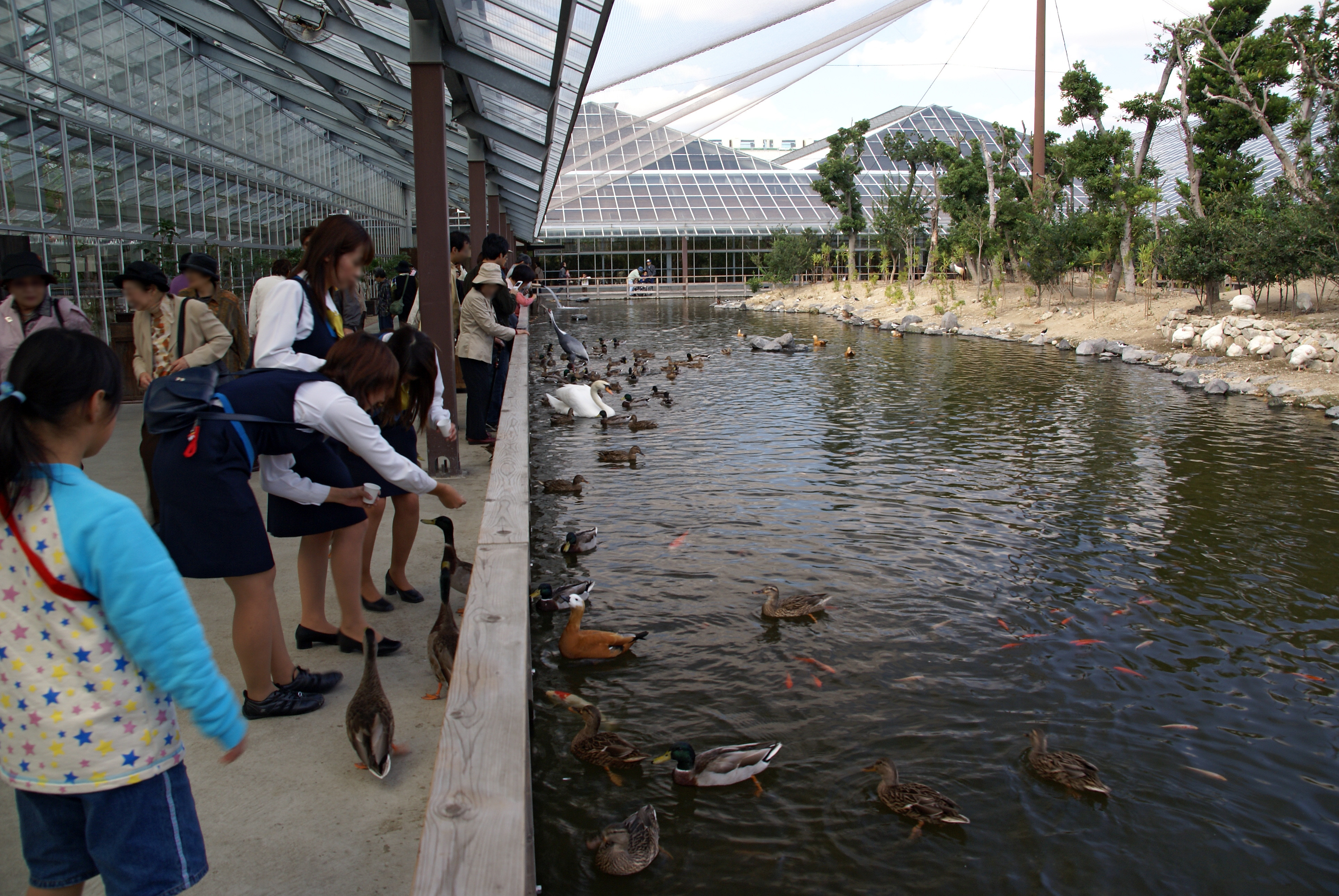
神戸花鳥園。入園者数低迷によって運営会社の「花鳥園」は約14億円の負債を抱えていた。平成26年（2014年）4月に福崎町の動物施設運営会社「アニマルエスコートサービス」のグループ会社、「どうぶつ王国」へと経営権が移譲され、現在は「神戸どうぶつ王国」という名前で運営されている。

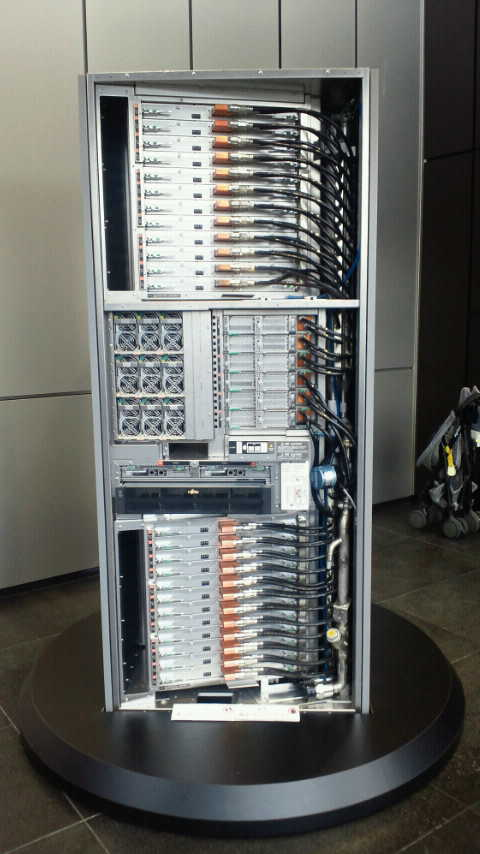
「京」コンピュータの筐体（ラック）の一つ。4つのCPUを搭載した「システムボード」24枚と、1つのCPUを備える6枚の「IOシステムボード」などが組み込まれており、これが864台集まって一つのスーパーコンピュータを構成する。

港島南町は、昭和61年（1986年）から始まったポートアイランドの南側を埋め立てる第2期工事で作られた埋立地に新たに起立された町名である。この町名に含まれている「港島」とは、町のある人工島の「ポートアイランド（Port Island）」という英語で付けられた名前の直訳である。
「神戸医療産業都市構想」のもと、北東部は製造工場用地、北西部は業務施設用地として、南部は研究・文化施設用地として企業の誘致・開発が進められている。平成15年（2003年）に甲南大学・先端生命工学研究所が開設。平成24年（2012年）にはスーパーコンピュータの「京」が七丁目に完成した。スーパーコンピュータ「京」の設置に合わせて、その隣接地には平成23年（2011年）に兵庫県立大学神戸ポートアイランドキャンパスと神戸大学統合研究拠点が開設されている。「京」は2019年8月30日に運用を終了し、設置されていた理化学研究所計算科学研究機構内には、2021年3月9日から「京」の100倍の性能を持つ富岳の運用が開始された。
三宮とポートアイランドを結ぶ新交通システム・ポートライナー（神戸新交通ポートアイランド線）は平成18年（2006年）2月、神戸空港の開港と対応して神戸空港駅まで延伸され、その延伸区間の途中にあたる港島南町には先端医療センター前駅とポートアイランド南駅の2駅が設けられた。
平成23年（2011年）7月には神戸市立医療センター中央市民病院が港島中町から当町の二丁目へと移転し、これに伴って先端医療センター前駅は「医療センター駅」、ポートアイランド南駅は「京コンピュータ前駅」と改称され、2021年6月19日に「計算科学センター駅」に改称された。
平成18年（2006年）に神戸花鳥園がオープンしたが経営不振により旧運営会社が民事再生法を適用、経営権が移管されて平成26年（2014年）7月19日からは神戸どうぶつ王国としてリニューアルオープンしている。

## 統計
平成22年（2010年）現在、港島南町に定住人口はない。